# Cuatro corazones
 Cuatro corazones es una película argentina en blanco y negro dirigida por Carlos Schlieper y Enrique Santos Discépolo según guion de este último escrito en colaboración con Miguel Gómez Bao que se estrenó el 1 de marzo de 1939 y tuvo como protagonistas a Enrique Santos Discépolo, Gloria Guzmán, Irma Córdoba, Alberto Vila, Eduardo Sandrini y Herminia Franco. La película supuso el debut de Teté Vázquez Vigo, la hija del músico español residente en Argentina José Vázquez Vigo, quien luego prosiguió en España su carrera de actriz y guionista.

## Sinopsis
El perverso dueño de un cabaré se rehabilita sacrificándose por la felicidad ajena.

## Reparto
Participaron en la película los siguientes intérpretes:
- Enrique Santos Discépolo ... Barbei
- Gloria Guzmán ... Tilde
- Irma Córdoba ... Malena
- Alberto Vila ... Juan Carlos
- Eduardo Sandrini ... Eduardo
- Herminia Franco ... Julia
- Tania
- Casimiro Ros ...Hilario
- Delia Martínez
- Salvador Arcella ... Mozo
- Osvaldo Chamot
- Jorge Alcaraz
- Ignacio de Soroa ... Pocho
- Adrián Cúneo
- Juan Casella
- Dedé Contestábile
- Lolita Mom
- Teté Vázquez Vigo
- Luis Vigneri

## Comentarios
Ulyses Petit de Murat opinó sobre el filme: «Es un film agradable […] abunda en situaciones y verbalismo de legítima gracia», mientras que la crónica de La Nación destacaba que «se ha realizado en un plano digno y de buena factura técnica». Manrupe y Portela escribieron que es una «película con demasiados puntos flojos pero interesante para apreciar el estilo tragicómico de Discépolo y la estética de la época».